# Florian Narcissot
Florian Ronald Narcissot (20 maggio 1991) è un calciatore francese, difensore del Club Franciscain e della Nazionale martinicana.

## Carriera

### Nazionale
Ha debuttato in Nazionale il 27 marzo 2017, nell'amichevole Barbados-Martinica (2-1). Nel 2017 viene inserito nella lista dei convocati per la Gold Cup 2017.